# Unité urbaine de Grand-Bourg
L'unité urbaine de Grand-Bourg est une unité urbaine française centrée sur la commune de Grand-Bourg, en Guadeloupe.

## Données générales
Dans le zonage réalisé par l'Insee en 1999, l'unité urbaine était composée d'une seule commune.
Dans le zonage réalisé en 2010, l'unité urbaine était composée de deux communes, la commune de Capesterre-de-Marie-Galante ayant été ajoutée au périmètre.
Dans le nouveau zonage réalisé en 2020, elle est à nouveau composée d'une seule commune, celle de Capesterre-de-Marie-Galante ayant été retirée du périmètre.
En 2022, avec 4 678 habitants, elle représente la 8e unité urbaine de la Guadeloupe.
En 2020, sa densité de population s'élève à 87 hab/km2. Par sa superficie, elle représente 3,4 % du territoire et, par sa population, elle regroupe 1,25 % de la population de la Guadeloupe.

## Composition de l'unité urbaine en 2020
Elle est composée de l'unique commune suivante :
| Nom         | Code Insee | Département | Statut       | Superficie (km2) | Population (dernière pop. légale) | Densité (hab./km2) | Modifier                                    |
| ----------- | ---------- | ----------- | ------------ | ---------------- | --------------------------------- | ------------------ | ------------------------------------------- |
| Grand-Bourg | 97112      | Guadeloupe  | ville-isolée | 55,54            | 4 678 (2022)                      | 84                 | modifier les données · modifier les données |

## Évolution démographique
| 1968  | 1975  | 1982  | 1990  | 1999  | 2008  | 2013  | 2020  |
| ----- | ----- | ----- | ----- | ----- | ----- | ----- | ----- |
| 6 529 | 6 611 | 6 150 | 6 244 | 5 934 | 5 642 | 5 376 | 4 803 |

#### Données générales
- Unité urbaine
- Aire d'attraction d'une ville
- Aire urbaine (France)
- Liste des unités urbaines de France

#### Données démographiques en rapport avec l'unité urbaine de Grand-Bourg
- Arrondissement de Pointe-à-Pitre

#### Données démographiques en rapport avec la Guadeloupe
- Démographie de la Guadeloupe